# Sonnleithnerscher Salon

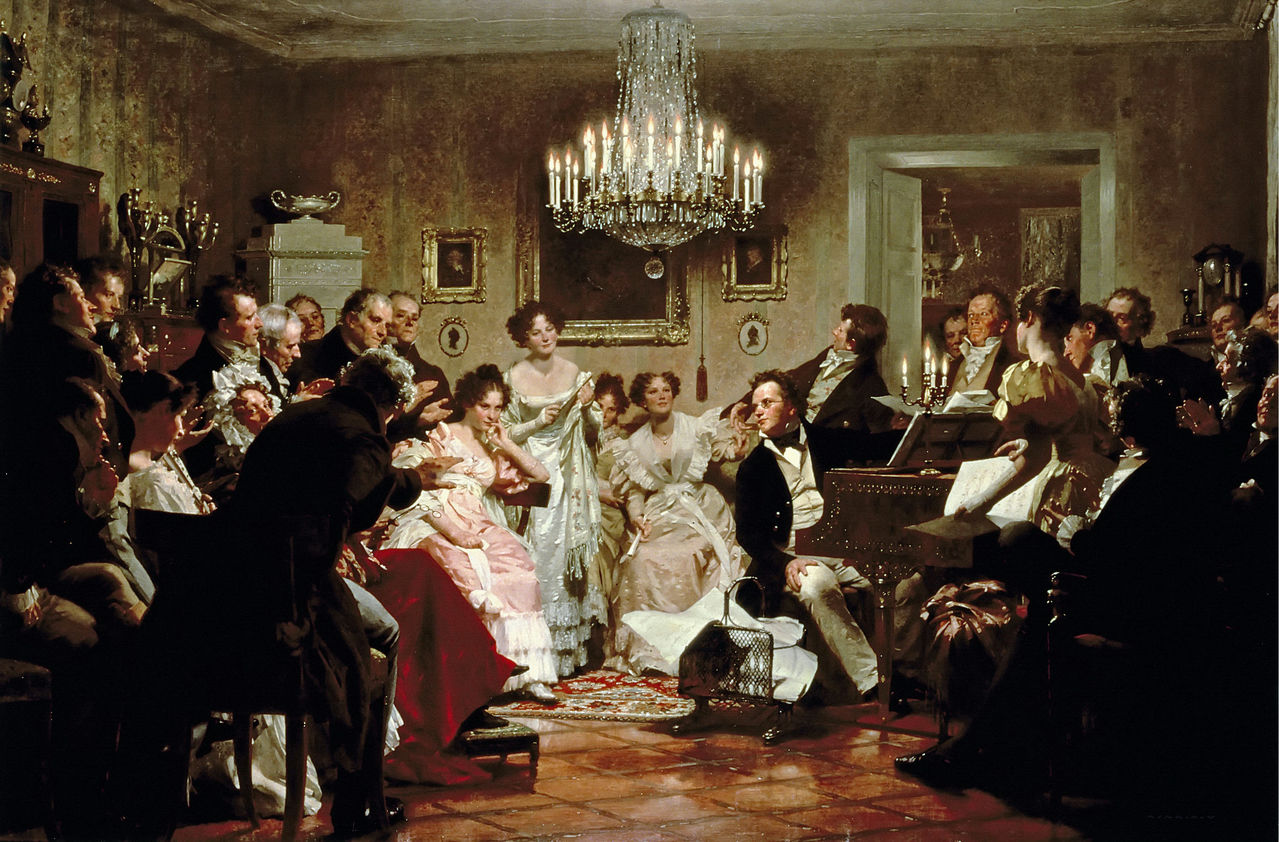
Die bis heute lebendige Tradition der Schubertiaden wurde im Sonnleithnerschen Salon im Gundelhof begründet

Der Sonnleithnersche Salon, der von 1815 bis 1824 im Wiener Gundelhof geführt wurde, war der bedeutendste musikalische Salon des frühen Biedermeier. Ignaz von Sonnleithner, Onkel Franz Grillparzers und Freund Wolfgang Amadeus Mozarts, Joseph Haydns, Ludwig van Beethovens, Antonio Salieris, Joseph Weigls, Joseph von Eyblers und Joseph Preindls, förderte hier insbesondere den jungen Franz Schubert, der im Gundelhof die bis heute lebendige Tradition der Schubertiaden begründete und hier zahlreiche Werke, wie etwa den Erlkönig, zur Uraufführung brachte. Die Abende hatten meist ein bestimmtes Thema, bei dem Schubert die Sänger, wie Johann Michael Vogl, selbst am Klavier begleitete. Weitere Gäste des Sonnleithnerschen Salons waren etwa Caroline Pichler, Franz von Schober und Johann Nepomuk Nestroy.